# Melkweg

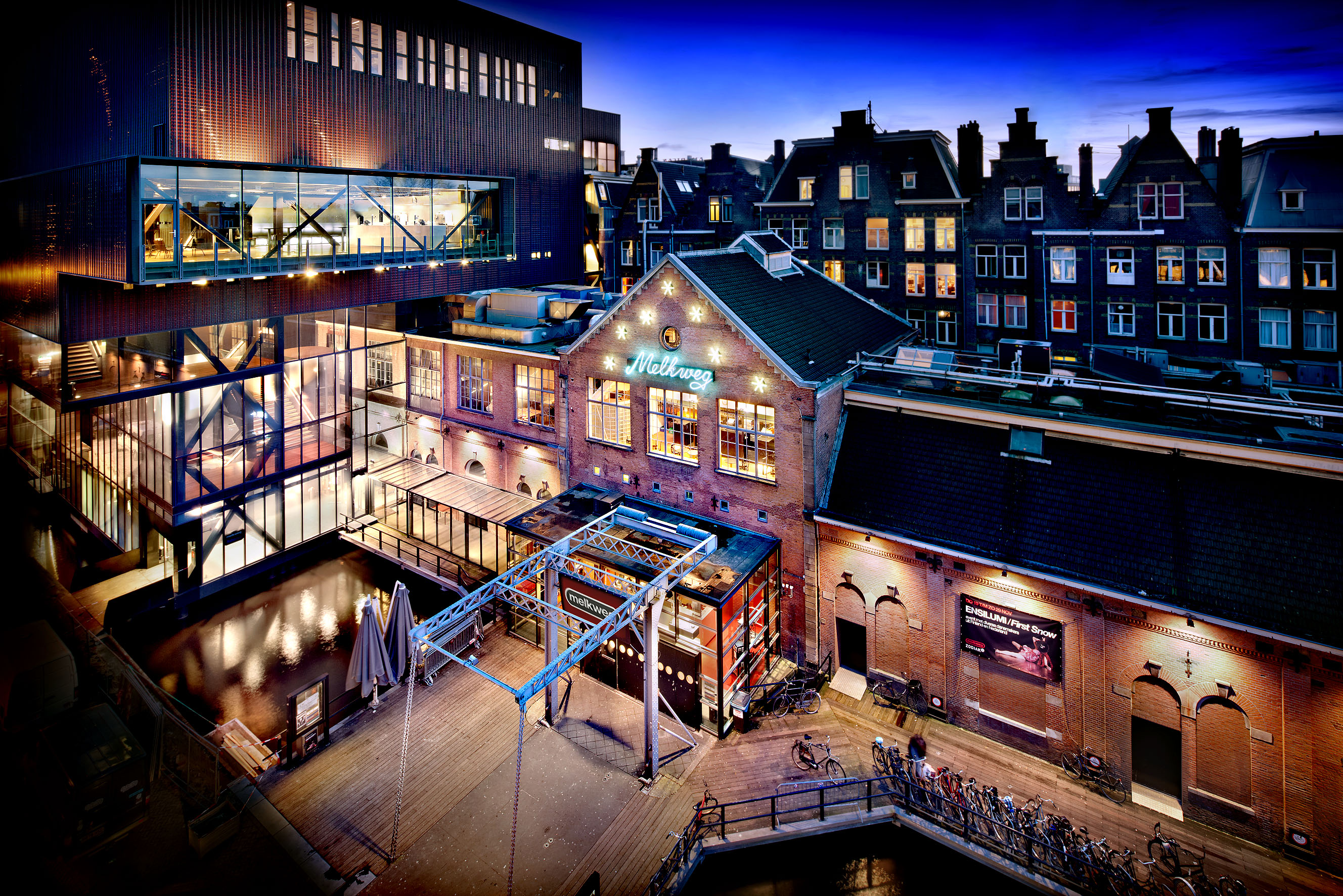
El Melkweg en 2009

Melkweg es uno de los más famosos centros culturales de Ámsterdam, Países Bajos, se encuentra en la calle Lijnbaansgracht 234.ª y son representadas las cinco disciplinas artísticas: música-danza, teatro, muestras cinematográficas, fotografía, y exposiciones de arte. Está compuesto de pequeñas salas de fácil acceso donde pretende dar la sensación de conexión entre todas las disciplinas artísticas representadas.
El Edificio se compone de dos plantas, la planta baja donde se puede encontrar el "The Max" un espacio diáfano multidisciplinal con capacidad para 1,000 personas, el "Oude Zaal" utilizado principalmente para conciertos con capacidad para 1,500 personas, una galería de fotografía y un Café-Restaurante, en la primera planta se puede encontrar un cine con 90 asientos, y el "Theaterzaal" un teatro de 140 asientos, un vestíbulo y el "Tearoom" un espacio de encuentro y comunicación.

## Historia
El Melkweg, es gestionada por una organización no lucrativa fundada en 1970 por un grupo de teatro holandés que descubrió esta antigua fábrica de leche, de donde proviene su nombre, completamente abandonada en el centro de Ámsterdam. Después de una pequeña inversión con lo que se expandió el espacio, y empezaron los ensayos y las actuaciones durante el período estival, transformando la fábrica en un punto de encuentro para miles de ciudadanos.
Durante los años 70, el Melkweg se estableció como referente ampliando su contenido cultural y artístico, ofreciendo espacios para la experimentación de nuevas expresiones artísticas en música, teatro, cine y danza.